# Савинская (Бабаевский район)
Савинская — деревня в Бабаевском районе Вологодской области.
Входит в состав Вепсского национального сельского поселения (с 1 января 2006 года по 13 апреля 2009 года входила в Тимошинское сельское поселение), с точки зрения административно-территориального деления — в Тимошинский сельсовет.
Расстояние по автодороге до районного центра Бабаево составляет 94 км, до центра муниципального образования деревни Тимошино — 4 км. Ближайшие населённые пункты — Мамаево, Носково, Фенчиково.
Население по данным переписи 2002 года — 27 человек (12 мужчин, 15 женщин). Преобладающая национальность — русские (96 %).